# اسماعیل بلخی
سیّد اسماعیل بلخی شاعر، فعال سیاسی و از روحانیون معاصر افغانستان است. وی یک اندیشمند اسلام و از پیشگامان نهضت اسلامی افغانستان محسوب می‌شود.

## زندگی
سیّد اسماعیل بلخی در قریهٔ سرپل واقع در ولسوالی بلخاب، ولایت سرپل زاده شد. برخی ولادت وی را در سال ۱۲۹۵، و برخی ۱۲۹۹ (خورشیدی)، گفته‌اند.

## مهاجرت به مشهد
سید اسماعیل همراه پدر و برادر، پس از فوت مادر خود (بی بی هاجر)، قصد سفر به مشهد و زیارت علی بن موسی الرضا نمود.
در آغازین روزهای سال ۱۳۰۷خ، سید اسماعیل در سن دوازده سالگی وارد سرزمین توس گردید. برخی نیز سال ورود وی را ۱۳۰۴خ گفته‌اند.
آقا سید اسماعیل تا قبل از هفت سالگی قرآن را آموخته و با زبان فارسی آشنایی پیدا کرده بود؛ از آغاز کودکی و سنین نوجوانی در مراسم محرم مرثیه می‌خواند و برای کودکان سخن از کربلا و قیام حسین بن علی می‌گفت.
او و برادر بزرگش «سید ابراهیم» پس از ورود به مشهد در مدرسه بالا سر حرم حجره گرفتند و دروس حوزوی را آغاز نمودند و در اندک زمانی این دو طلبه مهاجر، کتب مقدماتی را به اتمام رساندند. دیری نگذشت که سید اسماعیل با مرگ برادر جوانش مواجه شد.
در حوزه علمیه مشهد، مورد توجه اساتیدی از جمله ادیب نیشابوری قرار گرفت. در مدتی کوتاه در زمینه‌های علوم قرآنی، نهج البلاغه، حکمت، ادب، عرفان و سیاست علم آموخت. وی از تسلط بالایی در زمینه علوم فیزیکی و نظریات جدید برخوردار بود. وی در یکی از سخنرانی‌هایش دربارهٔ ترکیب از دیدگاه علم و قرآن سخن می‌گوید و پس از آن که نظر انیشتن را در بارهٔ «ذره» بیان می‌کند، به آیهٔ شریفهٔ «سُبحانَ الّذی خَلَقَ الاَزواجَ کُلها، مِمّا تُنبِتُ الاَرض وَ مِن اَنفُسهُم وَ مِمّا لا یَعلَمون» می‌پردازد و با دلایل مبرهن، به بیان دیدگاه قرآن دربارهٔ «ترکیب» بیان می‌پردازد.
او همیشه در جمع طلاب مشهد سخن می‌گفت و در همان روزهای ابتدای ورودش به حوزه، از آزادی، استقلال و نبرد با استعمار سخن می‌گفت. وی در ایام تبلیغی در محله‌های حسن بلبل، فریمان، سیاه کوه شاوان و سرچشمه برشک مشهد و حوالی آن منبر می‌رفت. گفته می‌شود به دلیل نفوذ کلام و صراحت لهجه‌ای که به وی لقب سید اسماعیل واعظ داده بودند. وی همچنین از شیخ غلامرضا طبسی واعظ نیز بهره می‌گرفت.

## فعالیت سیاسی
آقا سید اسماعیل، در طول دوران طلبگی خود به مسائل سیاسی و اجتماعی روز علاقه نشان می‌داد. وی تاریخ ملت‌ها و نهضت‌های اسلامی را مطالعه می‌کرد. او از همان سال‌های اول، فعالیت‌های ضد استعماری خود را نیز آغاز نمود. سید بلخی در پانزدهمین سال عمر خود به قصد دیدن دوستان خود که در زندان‌های شوروی سابق، محبوس بودند با چند طلبهٔ دیگر به شوروی می‌روند. آن‌ها در قفقاز دستگیرشده و پس از سه شبانه تحمل زندان به ایران فرستاده می‌شوند.
وی در تجمع و اعتراض به طرح کشف حجاب که توسط رضاشاه اجرا شده بود، جزء سخنرانان مسجد گوهر شاد انتخاب شده و با شیخ محمد تقی بهلول گنابادی همنوا می‌گرد؛ وی همچنین در قیام خونین ۱۳۱۴ مردم مشهد شرکت داشت.

## بازگشت به افغانستان و تأسیس حزب ارشاد
آقا سید اسماعیل در رمضان ۱۳۱۵ ش. پس از هشت سال تحصیل در حوزه خراسان، همراه پدر خود، به افغانستان مراجعت نمود. سید اسماعیل پس از ورود به هرات در تکیهٔ میرزا خان مسکن گزید و قیام علیه حکومت ظاهرخان را از همین نقطه آغاز نمود. سید اسماعیل، عازم شمال افغانستان شد و سپس به کابل و قندهار سفر کرده به هرات بازمی‌گردد. وی جهت شکل‌دادن به فعالیت‌ها، تصمیم به تأسیس تشکلی به نام حزب ارشاد می‌گیرد و طی دو ماه، نزدیک به ۲۵۰۰ نفر را جذب می‌نماید.
او همچنین اولین هسته مقاومت در مجتمع اسلام را ایجاد می‌کند. او علیه دولت سلطنتی افغانستان سخنرانی‌ها و خطابه‌هایی را در هرات ترتیب می‌دهد. دولت وقت، سید بلخی را ممنوع‌الخروج کرد و او تا هشت سال نتوانست از این شهر خارج شود.
پس از هشت سال اقامت در هرات، دولت وقت افغانستان تصمیم داشت او را به «مزار شریف» تبعید کنند. در مدت کمتر از چهار سالی که در این سرزمین به سر برد به ارشاد و تبلیغ اسلام پرداخت؛ از جمله این که در بلخ و روستاهای اطراف آن به همراه شیخ محمد تقی بهلول گنابادی به تبلیغ پرداخت. سید بلخی علاوه بر ارشاد و تبلیغ، تشکیلات مجتمع اسلامی را با همکاری سید حیدر شاه قطب، به منظور برپایی حکومت اسلامی سر و سامان بخشید و افرادی را در ولایات شمال افغانستان به عنوان مسؤول و معاون کمیته ایالتی معرفی کرد؛ به عنوان نمونه، مسؤولان کمیته ولایتی مزارشریف، حاج محمد رضا، عبدالقادر، عبدالرشید و محمد نعیم خان بودند که هر یک از بزرگان شهر و مسؤولان مراکز دولتی به حساب می‌آمدند. همچنین رجال و شخصیتهای دولتی از سایر ولایات به قصد دیدار علامه بلخی، وارد این شهر می‌شدند و بزرگانی از مردم کابل و سیاستمداران پایتخت، روابط خوبی با سید اسماعیل داشتند.
علامه بلخی سال ۱۳۲۷خ بنا به دعوت جمعی از اهالی کابل وارد این شهر می‌شود؛ همچنین گفته شده، سید اسماعیل به علت فعالیت علیه نظام شاهی، به کابل تبعید شد تا بتوانند او را مستقیماً تحت کنترل دولت قرار دهند.
ارتباط مستقیم با مردم شهرهای مختلف افغانستان، ایران، عراق، عربستان، مصر، سوریه، اردن و شوروی و درک مشکلات روزافزون آن‌ها یکی از اهداف علامه سید اسماعیل بلخی بود. در ایران مردم اکثر شهرها و قریه‌های افغانستان به ملاقات وی می‌رفتند؛ او با سفر به چند کشور عربی از جمله عربستان، عراق، مصر، سوریه و اردن، با آنان آشنا شد.
سید اسماعیل بلخی در تأسیس تشکل‌های سیاسی همچون حزب وطن، سازمان جوانان اسلام و حزب ارشاد همکاری داشت؛ وی از بنیان‌گذاران حزب ارشاد بود که به دعوت جمعی از دوستان وی در سال ۱۳۲۶ تأسیس گردید. اعضای بلندپایه این حزب عبارت بودند از: علامه سید اسماعیل بلخی به عنوان رهبر، سید علی گوهر غوربندی، سید سرور لولنجی، محمد نعیم خان فرمانده عمومی پلیس کابل، محمد اسلم خان غزنوی، دکتر اسدالله رئوفی، ابراهیم خان گاوسوار، عبدالغیاث خان کندک مثر (سرهنگ دوم)، خدای نظر خان ترجمان فراری، محمد حیدر غزنوی (سرهنگ دوم)، محمد حسن خان لوامشر و…

### کمک به فلسطین
علامه بلخی با حمله اسرائیل به سرزمین‌های عربی به دفاع ازمردم فلسطین پرداخت و مردم افغانستان را ضد صهیونیستها تحریک کرد و برای مردم فلسطین کمک‌های سیاسی و مالی فراهم کرد.

او در یکی از سخنرانی‌هایش می‌گوید: 
«.... برادران عرب ما خیال نکنند که تنها عرب به این درد می‌سوزد. روزی که صهیونیست حمله کرد به ممالک اسلامی، افغانستان یک پارچه ماتم شده بود، طلاب معارف، کسبه و دکاندار و ارباب علم، همه برای مظاهره به بازارها برآمدند، خطابه‌ها و شعارها دادند. من بر فراز بازار، سرپل خشتی برآمدم؛ خطابه جذابی خواندم که حاکی از معونت مالی و جانی و خونی ملت مسلمان بود و به سفارت کشورهای عربی فرستادم. به وزارت خارجه رفتم وخطابه آتشین دادم؛ به مسجد پل خشتی رفتم وخطابه سوزناک دادم. همه هم دردی کردند ولی درد آن وقت اثر می‌کند که واقعاً وحدت نظر باشد.»
وی، در سال ۱۳۲۷ به نمایندگی از ملت افغانستان، اقدام به جمع‌آوری کمک برای مجاهدین فلسطینی نمود و با مجاهدان فلسطینی ابراز همدردی کرد.

### دیدگاه‌ها
سید اسماعیل بلخی معتقد بود پیشرفت و توسعه بدون وحدت ملی ممکن نیست و یک از علل پیشرفت کشورهای مترقی وحدت ملی بوده‌است. او همان اندازه که با مردم شیعه، روابط دوستانه داشت؛ همان اندازه هم، با اهل تسنن روابط دوستانه‌ای داشت. او در مبارزات خود ضد حکومت سلطنتی وقت افغانستان، به عنوان یک رهبر ملی عمل می‌کرد؛ در حلقه سیاسی وی پشتون و تاجیک و هزاره و ازبک‌ها و شیعه و سنی سهم داشتند. این جمله تکیه کلام وی بود: «شیعه‌ای که سنی نیست، شیعه نیست و سنی ای که شیعه نیست، سنی نیست.»
از دیدگاه علامه بلخی، تبعیض نژادها و فخر فروشی اقوام گوناگون بر یکدیگر، عامل جنگ خانگی و خانمان سوز است که رگ‌های حیات را در یک جامعه می‌تواند قطع کند و پیکر واحد و منسجم یک ملت را از هم بگسلاند. دیگران بر علم و دانش خویش می‌بالند، ولی در جامعه در حال ستیز، به جای علم دانش بر قومیت خویش مباهات می‌کنند.
از دیگر ویژگی‌های تفکر علامه، تفکر دردمندی وی است؛ خطبه‌های وی اکثراً برخاسته از دغدغه‌های دینی و اجتماعی اوست. بلخی واقعیتهای جامعه را به خوبی درک کرده و با زبانی انتقادی و ادبی به صورت طنز، اوضاع اسفبار سیاسی و اجتماعی افغانستان را در برابر پیشرفت سریع جهان ترسیم کرده‌است. تعصب نژادی و مذهبی نیز از جمله مواردی است که وی را رنج می‌داد.
عمده‌ترین فعالیت وی با وجود تدابیر شدید نظارتی حکومت، پی ریزی قیامی بود که در کنار ارتباط با مردم و ایراد خطبه‌ها، به صورت جلسات مخفی انجام می‌گردید. این قیام را علامه بلخی برای ماه حمل ۱۳۲۹ در نظر گرفته بود که به علت خیانت فردی، به انجام نرسید و باعث شد وی سا لها در حبس به سر برد.

## قیام ۱۳۲۹ و دستگیری
پس از قیام ۱۳۲۹ از مجموع اعضای بلندپایه حزب ارشاد هفت نفر در امان ماندند. برخی مفقود الاثر و تنی چند، همراه علامه بلخی در نوروز ۱۳۳۰ (دو روز پس از شورش ۱۳۲۹) دستگیر و راهی زندان شدند. آن‌ها حدود ۱۵ سال در زندان‌های دولت به سر بردند تا اینکه دوران صدارت محمد یوسف خان (۱۳۴۳) و به اصطلاح دوران بازگشت به دموکراسی فرا رسید.
علامه سید اسماعیل بلخی در کابل دو بار به حبس کشیده شد؛ نخست، چند ماه پس از ورود به کابل، در سال ۱۳۲۷ به مدت سه شب به دلیل دخالت در امور سیاسی که با ضمانت آقای میر علی اصغر شعاع، عضو برجستهٔ حزب ارشاد و رئیس دائرةالمعارف افغانستان، با قید عدم دخالت در امور سیاسی، از زندان سه شبه خلاصی یافت. دومین حبس در اول سال ۱۳۲۹ به مدت چهارده سال و هفت ماه و یازده روز.
بلخی بزرگ، در مدتی که در زندان به سر برد هیچ گونه تماسی با خارج از محیط زندان نداشت و به‌طور کلی از طرف رژیم ممنوع‌الملاقات بود. تنها در برخی موارد با افراد خانواده اش تماسهایی داشت. وی در این مدت بالاترین بهره را از قرآن گرفت تا جایی که خود می‌گوید: ۱۷۰۰ مرتبه قرآن را خواندم و به دقت به آیات توجه می‌کردم؛ در حدی که هر بار می‌خواندم تفسیر نویی به دست می‌آوردم. آنگاه فهمیدم که «کلام الهی عین ذات او بی‌نهایت است.» همچنین ۷۵ هزار اشعار حماسی، سیاسی، اخلاقی، عرفانی و… از آثار زندان وی است که برخی از آن اشعار در «دیوان بلخی» و جزوات دیگر به چاپ رسیده‌است.
در سال ۱۳۴۳ با روی کار آمدن دولت محمّد یوسف و تصویب قانون اساسی جدید، علامه سید اسماعیل بلخی از زندان آزاد شد و فعالیت‌های فرهنگی، سیاسی و اجتماعی خود را با اولین منبر خود، یک ماه پس از آزادی، از سر گرفت. در این سال به دعوت جنرال سیّد میر احمد شاه خان گردیزی، برای رفع اختلافات میان اهل تشیع و تسنن شهر گردیز ولایت پکتیا به این منطقه سفر کرد.
وی در سال ۱۳۴۴ سفرهایی به ولایت شمال، مزار شریف و زادگاهش بلخاب داشت و پس از آن به دعوت مردم هرات، به آن ولایت رفت. در سال ۱۳۴۵ برای رفع اختلاف میان اهل تسنن و اهل تشیع قندهار، عازم آن منطقه گردید. در سفرهایی که به سال ۱۳۴۶ به ایران، عراق و سوریه داشت، با استقبال حوزه‌های علمیه و علماء و مراجع مواجه گردید و با علمای شیعه و سنّی افغانی، مراجع و بزرگان دیدار نمود؛ در سفر به سوریه با امام موسی صدر رهبر شیعیان لبنان دیدار و مذاکره نمود؛ در عراق هیئت عزاداری و سینه زنی از افغان‌های مقیم عراق و زایرین افغان در کربلا، تشکیل داد. همچنین در نجف اشرف، حسینیه و مدرسهٔ علمیهٔ امام سجاد را تأسیس کرد.
با ورود به حوزهٔ علمیهٔ قم در سال ۱۳۴۷، از طرف طلبه‌های افغان و علماء و مراجع حوزهٔ قم، استقبال گردید و در دارالتّبلیغ سخنرانی نمود و با بزرگان حوزه دیدار کرد. پس از آن وارد حوزهٔ علمیهٔ مشهد شد و پس از استقبال علماء، طلاب افغان و خاوری‌ها، در مدرسهٔ علمیهٔ عبّاسقلی خان مشهد سخنرانی کرد.
پس از بازگشت به افغانستان، استقبال مردم موجب گردید دولت وقت نسبت به وی بد بین شود. پس از سفری که سید اسماعیل بلخی به هزاره جات داشت و حسینیه‌ای را در بهسود تأسیس کرد، به علت بیماری به کابل بازگشت و در شفاخانهٔ علی‌آباد کابل بستری شد و به صورت مشکوکی در روز یکشنبه ۲۴ تیر ۱۳۴۷ درگذشت.و پس از تشییع جنازه، در دامنهٔ کوه افشار مدفون گردید.

## کتاب‌ها
- «علامه شهید سید اسماعیل بلخی و اندیشه‌های او»، اثر استاد سعادتملوک تابش هروی
- «دیوان علامه شهید سید اسماعیل بلخی»، سید حیدر علوی‌نژاد و سید محمود هاشمی، به اهتمام مرکز تحقیقات و مطالعات علامه شهید بلخی
- «ستاره شب دیجور»، یادمان علامه سید اسماعیل بلخی، به قلم سید اسحاق شجاعی، انتشارات سوره مهر. این کتاب که شامل ۸ بخش و ۳ پیوست می‌باشد، به شرح حال و آثار مربوط به علامه شهید سید اسماعیل بلخی عالم، شاعر و مبارز مشهور افغانستان می‌پردازد.

## بازماندگان
از بلخی، دو دختر و یک پسر بر جای ماند: علیرضا (علی) بلخی (۱۳۵۸–۱۳۱۸ش)، خدیجه بلخی (۱۳۹۴–۱۳۲۴ش) و صدیقه بلخی (تولد:۱۳۲۹ش). علی بلخی در سال ۱۳۵۸ توسط حکومت کمونیستی کشته شد. همچنین شراره بتول بلخی، نوه دختری علامه بلخی در اوایل آبان ۱۳۹۵ در آلمان به طرز فجیعی کشته شد.

## پی‌نوشت‌ها
1. 1 2  تبیان، علامه شهید سید اسماعیل بلخی (قسمت اول)، تبیان، ۲۴/۴/۱۳۸۹.
2. ↑  «سید اسماعیل بلخی، وحدت نیوز، ۲۳ فوریه ۲۰۱۱». بایگانی‌شده از اصلی در ۱۹ سپتامبر ۲۰۱۱. دریافت‌شده در ۸ اوت ۲۰۱۱.
3. ↑  گروه حوزه علمیه تبیان، علامه سید اسماعیل بلخی (قسمت اول)، مؤسسه فرهنگی و اطلاع‌رسانی تبیان، ۲۴/۴/۱۳۸۹.
4. ↑  «شهید سید اسماعیل بلخی، سایت خبری تحلیلی وحدت نیوز، ۲۳ فوریه ۲۰۱۱». بایگانی‌شده از اصلی در ۱۹ سپتامبر ۲۰۱۱. دریافت‌شده در ۸ اوت ۲۰۱۱.
5. 1 2 3 4 5  گروه حوزه علمیه تبیان، علامه شهید سید اسماعیل بلخی (قسمت دوم)، مؤسسه فرهنگی و اطلاع‌رسانی تبیان، ۲۸/۴/۱۳۸۹.
6. ↑  «فریدون احمدی، سید اسماعیل بلخی، سایت دریچه‌ای برای همزیستی، ۳۱/۱/۱۳۸۹». بایگانی‌شده از اصلی در ۷ مارس ۲۰۱۶. دریافت‌شده در ۲۲ اکتبر ۲۰۱۹.
7. ↑  «سمینار بین‌المللی بررسی اندیشه‌های شهید سید اسماعیل بلخی (ره) در کابل برگزارشد، مؤسسه فرهنگی بشارت، ۲۲/۴/۱۳۸۹». بایگانی‌شده از اصلی در ۲۰ ژانویه ۲۰۱۲. دریافت‌شده در ۸ اوت ۲۰۱۱.
8. ↑  «سیماهای تاریخی - شهید سید اسما عیل بلخی، سایت دریچه‌ای برای همزیستی». بایگانی‌شده از اصلی در ۱۸ اوت ۲۰۱۶. دریافت‌شده در ۲۲ اکتبر ۲۰۱۹.
9. ↑  «نسخه آرشیو شده». بایگانی‌شده از اصلی در ۲۰ دسامبر ۲۰۱۶. دریافت‌شده در ۴ دسامبر ۲۰۱۶.